# Flikad islandslav
Flikad islandslav (Cetrariella delisei) är en lavart som först beskrevs av Bory ex Schaer., och fick sitt nu gällande namn av Kärnefelt & A. Thell. Flikad islandslav ingår i släktet Cetrariella och familjen Parmeliaceae.  Arten är reproducerande i Sverige. Inga underarter finns listade i Catalogue of Life.

## Källor

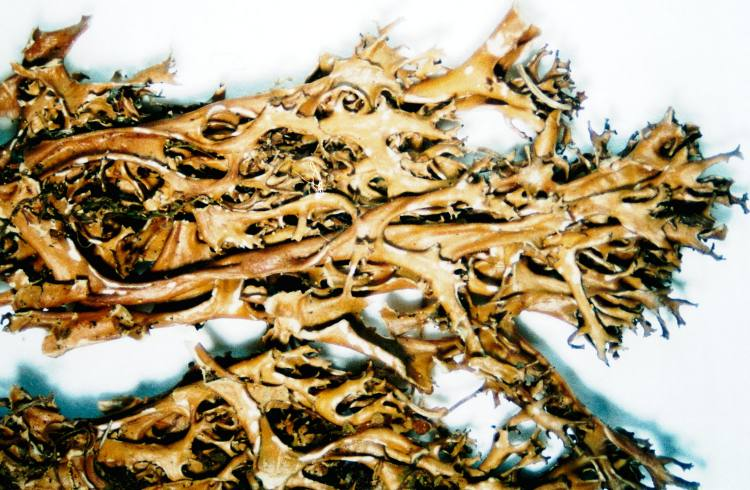
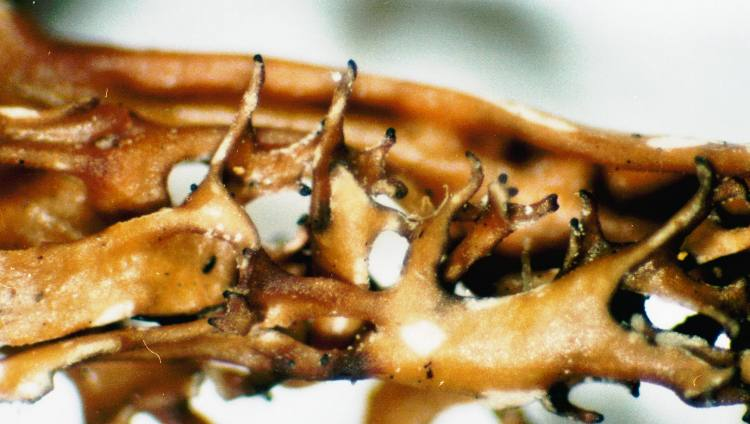
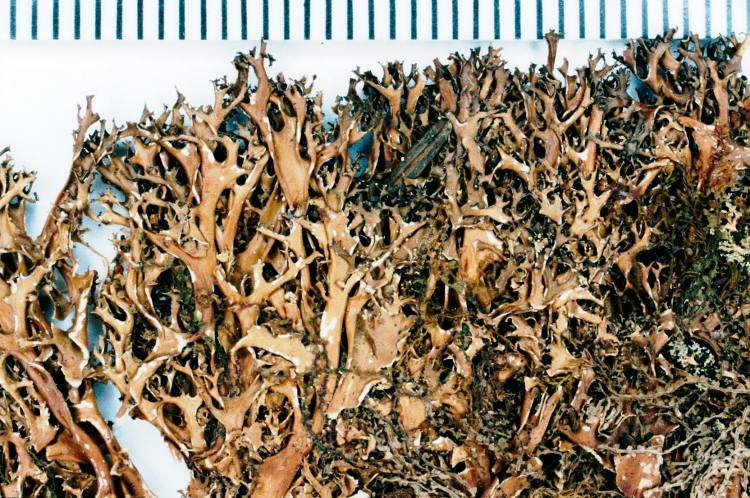